# Granatellus sallaei
La reinita yucateca (Granatellus sallaei), también conocido como granatelo yucateco, es una especie de ave paseriforme de la familia Parulidae, propio de Belice, Guatemala y México.

## Distribución y hábitat
Su área de distribución incluye México Guatemala y Belice.
Su hábitat se compone de bosque subtropical y tropical, y matorrales.

## Subespecies
Se reconoce las siguientes subespecies:
- Granatellus sallaei boucardi Ridgway, 1885
- Granatellus sallaei sallaei Bonaparte, 1856